# Circle of Dead Children
Circle of Dead Children är ett deathgrind-band från Pittsburgh, Pennsylvania. Bandet startades 1998, och är signerade på Willowtip Records.
De är kända för att ha korta låtar. Tiden varierar på låtarna, de kan vara från 6 sekunder till 4 minuter. Till skillnad från de flesta deathgrindbanden har Circle of Dead Children inte lika brutala texter; de är ofta baserade på drömmar och poesi.

## Medlemmar
Nuvarande medlemmar
- Joe Harvath – sång (1998– )
- Drew Haritan – basgitarr (2005–2011), gitarr (2011– )
- Matt Francis – trummor (2007– )
- Brooks (Brooks Criswell) – basgitarr (2011– )

Tidigare medlemmar
- Jason Andrews – gitarr (1998–2011)
- Dave Good – basgitarr (1998–2000)
- Jon Kubacka – gitarr (1998–2001)
- Jon Miciolek – trummor (1998–2002)
- Mike Rosswog – trummor (2002–2003)
- Alf Kooser – basgitarr (2000–2002, 2004)
- Mike Bartek – trummor (2004–2006)

## Diskografi
Demo
- 1998 – Circle of Dead Children (kassett, självutgiven)

Studioalbum
- 1999 – Starving the Vultures (CD/LP) (Willowtip Records / S.O.A. Records)
- 2001 – The Genocide Machine (CD/LP) (Deathvomit Records / Willowtip Records)
- 2003 – Human Harvest (CD/LP) (Martyr Music Group / Displeased Records)
- 2005 – Zero Comfort Margin (CD) (Willowtip Records / Arclight Commincatons / Earache Records)[2]
- 2010 – Psalm of the Grand Destroyer (CD) (Willowtip Records)[3]

EP
- 2000 – Exotic Sense Decay (CD/7" picture disc) (Willowtip Records / Robotic Empire)[4]

Annat
- 1999 – Circle of Dead Children / C.S.S.O. (delad album)